# توريتا تيبيرينا
توريتا تيبيرينا هي كومونا (بلدية) تتبع مدينة روما الحضرية في إقليم لتسية الإيطالية ، وتبعد حوالي 40 كيلومتر (25 ميل) شمال روما. واعتبارًا من 31 ديسمبر 2004 ، وصل عدد سكانها 1010 نسمة وبلغت مساحتها 10.8 كيلومتر مربع (4.2 ميل2). 
تحد توريتا تيبيرينا البلديات التالية: فيلاتشيانو، مونتوبولي دي سابينا، نازانو، بوجيو ميرتيتو.

## روابط خارجية
- الموقع الرسمي